# Merlene Ottey
Merlene Joyce Ottey, jamajško-slovenska atletinja, * 10. maj 1960, Cold Spring, Jamajka.

## Življenjepis
Otteyeva se je rodila staršem Hubertu in Joan Ottey. Ima starejšega brata Desmonda in sestri Yvonne in Beverley, ter mlajše Jane, Ruthven in Hugha. Hodila je na šolo Gurneys Mount and Pondside Schools. Končala je tehnično srednjo šolo Rusea and Vere.
Njena pot v atletiki se je začela leta 1979, ko je začela študirati na Univerzi Nebraske. Tu je diplomirala in se leta 1984 poročila s prijateljem, atletom Nathanielom Pageom.
V teh zgodnjih letih je na Olimpijskih igrah dobila bronasto medaljo, zlato in srebrno na Igrah Commonwealtha in srebrno medaljo na Svetovnem prvenstvu v atletiki.
Maja 2002 je pridobila državljanstvo Republike Slovenije, kjer od leta 1998 živi in vadi s slovenskim trenerjem Srđanom Đorđevićem. Na mednarodnih tekmovanjih od tedaj tekmuje za Slovenijo. Julija 1999 jo je Mednarodna atletska zveza (IAAF) izključila zaradi pozitivnega izida v zvezi s prepovedanim anaboličnim steroidom nandrolonom. Leto kasneje so jo oprostili, ker je laboratorij, ki je nadziral vzorce, deloval slabo. Otteyeva ni bila zadovoljna z ravnanjem Jamajške atletske zveze do nje, kar je bil eden od razlogov za sprejem slovenskega državljanstva.
28. decembra 2005 so v kingstonškem Parku neodvisnosti odkrili njen kip .

## Dosežki in rekordi
- Uvrščena je na tretje mesto najboljših šprinterk na 200 metrov v zgodovini, ter četrto na 100 metrov
- Osvojila je rekordno število medalj na Svetovnih dvoranskih prvenstvih; šest
- Je prva atletinja, ki je 60 metrov pretekla v manj kot sedmih sekundah; 200 metrov pa v manj kot 22 sekundah
- Na 60 metrov je pod sedmimi sekundami tekla 67 krat
- Je najhitrejša atletinja, stara čez 30 let